# ورماخت
ورماخت (آلمانی: [Wehrmacht] ()) به معنای لغوی نیروی دفاعی، عنوان اطلاقی به نیروهای مسلح یک‌پارچه کشور آلمان در دوره رایش سوم از سال ۱۹۳۵ تا ۱۹۴۵ بود. ورماخت پس از زیر پا نهاده شدن محدودیت‌های اعمال شده توسط پیمان ورسای، با استفاده از هسته و ساختار رایشسور پدید آمد و به سرعت گسترش یافت. ورماخت توسط ستادی تحت عنوان فرماندهی عالی ورماخت، هدایت و شامل هیر (نیروی زمینی)، کریگسمارینه (نیروی دریایی) و لوفت‌وافه (نیروی هوایی) می‌شد. مجموعا حدود ۱۸ میلیون نفر در طول حیات آن در ورماخت خدمت کردند.

## پیش‌زمینه
پس از جنگ جهانی اول و انعقاد پیمان ورسای، آلمان وادار به محدود نگاه داشتن شمار قوای نیروی زمینی خود به صد هزار نفر و نیروی دریایی خود به پانزده هزار نفر شد. در اختیار داشتن توپخانه سنگین برای نیروی زمینی آلمان ممنوع شده، خدمت وظیفه عمومی ملغی گشته و نیروی هوایی این کشور نیز منحل گردید. آلمان نیروی مسلحی تحت عنوان «رایشسور» به رهبری هانس فن زکت و بهترین و خبره‌ترین نیروهایش تشکیل داد. بر مبنای بند ۱۶۰ پیمان ورسای، این کشور می‌بایستی از رایشسور انحصارا جهت «حفظ نظم درون اراضی آلمان و به عنوان پلیس مرزی» استفاده می‌نمود. این تعریف از کارایی که قصد داشت نیروی زمینی آلمان را صرفاً به یک نیروی پلیس بدل کند، هیچگاه در آلمان مورد پذیرش واقع نشد. رایشسور می‌دانست که ادعای آن بر عمل به عنوان ابزار حفظ استقلال و حاکمیت کشور، کاملاً با خواسته اکثریت ملت آلمان و نمایندگان سیاسی آن‌ها مطابق دارد. رایشسور از همان ابتدا صرفاً به عنوان یک راه‌حل موقت در نظر گرفته می‌شد.
فن زکت از ماه ژانویه سال ۱۹۲۱، شروع به عیان کردن برداشت خود از وظیفه او در تبدیل رایشسور به هسته یک نیروی بزرگ‌تر در آینده که پایبند به محدودیت‌های پیمان ورسای نیست، کرد. او معتقد بود یک راهبرد تهاجمی-تدافعی که توسط نیروهای پر سرعت اجرا شود می‌تواند باعث جبران ضعف و کمبود در نفرات و تجهیزات گردد؛ بنابراین فن زکت برنامه موتوریزه‌سازی نیروی زمینی را در طول نیمه اول دهه ۱۹۲۰ آغاز کرد. او سواره‌نظام آلمان را نوسازی کرد و آن را به نیرویی متحرک، مهاجم و نیمه‌موتوریزه برای عملیات‌های عمیق بدل ساخت. رایشسور همچنین از سال ۱۹۲۵ شروع به تولید تعداد کمی تانک کرد که جهت پوشاندن کاربرد نظامی آن‌ها، «تراکتور بزرگ و تراکتور کوچک» نامیده شدند. برای دور نگاه داشتن چنین فعالیت‌هایی از چشم متفقین، آلمان شروع به انجام مذاکرات با شوروی جهت برقراری تأسیسات مخفی آموزشی-تحقیقاتی در این کشور نمود. بدین ترتیب سال ۱۹۲۴ یک پایگاه بزرگ هوایی در لیپتسک ایجاد شد تا رایشسور بتواند اقدامات لازم به منظور پیشرفت در زمینه هوانوردی نظامی و فراهم آوردن خدمه‌ای ماهر برای آن را صورت دهد. فن زکت همچنین موفق شد موافقت شوروی با ایجاد یک دانشکده تانک در کازان را به دست آورد که البته گشایش آن تا سال ۱۹۲۹ به طول انجامید چرا که آلمان هنوز نمی‌توانست مقدار کافی تانک تولید نماید.
با این حال و با توجه به شرایطی که آلمان در آن قرار داشت، طرح‌های بلند مدت فن زکت برای یک آینده دور، برای برخی افسران راضی کننده به نظر نمی‌رسید. این افراد نگاه فن زکت را واقع‌بینانه نمی‌دانستند. آن‌ها دید سیاسی یا راهبرد مشابهی نداشتند اما بر افزایش بهره‌وری نظامی رایشسور از طریق همکاری نزدیک تمامی ارکان اجرایی حکومت متفق بودند. عزل فن زکت که قصد نداشت چنین راهی را بپیماید، در ماه اکتبر سال ۱۹۲۶ و جانشینی سپهبد ویلهلم هیه در این مقام نقطه عطف تعیین‌کننده‌ای در این مسیر به حساب می‌آید. کنار رفتن فن زکت راه را برای همکاری قدرتمندتر بین ارکان اجرایی حکومت و رایشسور در جهت این مفهوم جدید از دفاع ملی، باز کرد. هدف اتو گسلر، وزیر دفاع آلمان و سپهبد هیه از همکاری با حاکمیت غیرنظامی تضمین سیاسی اجرای تمهیدات تسلیحاتی بود. ماه اکتبر سال ۱۹۲۸، هیئت دولت با طرح تسلیحاتی ویلهلم گرونر، وزیر جدید دفاع برای رایشسور موافقت کرد. با اضافه شدن مخارج تسلیحاتی به بودجه دولت، زمینه مالی ارتقا آهسته اما مداوم شرایط نیروهای مسلح فراهم آمد. هدف نظامی این طرح به دنبال تضمین تأمین اولیه تجهیزات و مهمات برای یک نیروی زمینی با ۱۶ لشکر و اقداماتی جهت ارتقا ظرفیت تولیدات صنعتی در شرایط بسیج تا سال ۱۹۳۲ بود. تسلیح مجدد نیروهای دریایی و هوایی در این طرح گنجانده نشده بود. ماه آوریل سال ۱۹۳۰، گرونر با صدور فرمانی تحت عنوان "وظایف ورماخت" چارچوب دقیقی از شرایط رایشسور در آینده نزدیک و ابزار دستیابی به آن را به تصویر کشید. در الحاقیه‌ای به این سند، گرونر همچنین دستورالعمل‌های گسترده‌ای در زمینه بهبود ظرفیت عملیاتی رایشسور تبیین نمود. جدایی از آرا و عقاید سنتی در تعریف او از نقشی که نیروهای مسلح می‌بایست ایفا کنند، بروز بیشتری داشت. اوایل سال ۱۹۳۲ دومین برنامه هماهنگ تسلیح نیروی زمینی به شکلی جامع‌تر و مؤثرتر با هدف بهار سال ۱۹۳۸ جهت ایجاد ۲۱ لشکر به تصویب رسید. در پایان دوره تصدی گرونر در اوایل سال ۱۹۳۲، رایشسور دیگر با دوره فن زکت قابل قیاس نبود و ظرفیت عملکردی آن به شکل قابل ملاحظه‌ای ارتقا یافته بود. در سایه مفهوم جامعی از دفاع ملی، نیروهای مسلح هم‌اکنون یک نظریه واقع‌بینانه عمل و یک برنامه تسلیحاتی میان‌مدت داشتند و می‌توانستند شروع به آزاد کردن خود از قید و بندهای پیمان ورسای کنند.
درحالی‌که برنامه دوم تسلیح پیش نیاز مادی گسترش نیروهای مسلح را تأمین می‌کرد، طرح موسوم به «برنامه تبدیل» (Umbau-Plan) در نوامبر سال ۱۹۳۲ اقدامات لازم جهت افزایش نفرات در این مدت زمانی را تعیین کرد. با توجه به این که ایجاد یگان‌های جدید به سختی قابل مخفی نگاه داشتن بود، برنامه تبدیل برای سال ۱۹۳۳ حذف قواعد محدودیت‌آفرین در اندازه یگان‌های موجود از طریق ایجاد یگان‌های توپخانه، ضدهوایی و مخابرات برای آن‌ها را پیش‌بینی نمود. این تمهیدات توان نیروی زمینی را ۱۴ هزار نفر افزایش می‌داد. بر این مبنا، برخلاف پیمان ورسای، داوطلبان برای سه سال به خدمت می‌پرداختند. جذب ۸۵ هزار نفر به عنوان نیروی مکمل کوتاه مدت می‌بایست از طریق سازمان‌دهی بخش‌های خدماتی ذخیره و برقراری جایگاه‌های مرتبط دنبال می‌شد. این برنامه همچنین آموزش یگان‌های مرزبانی را تشدید می‌نمود.

## ظهور

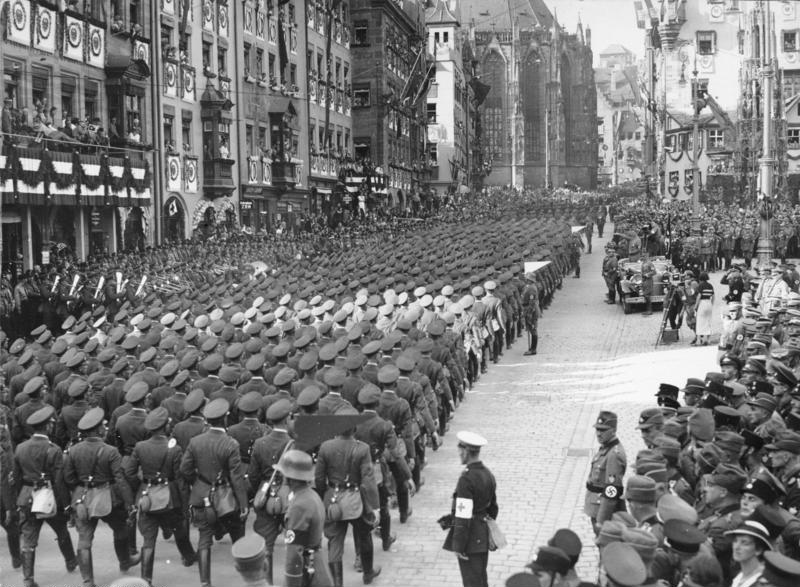
رژه نیروهای ورماخت، ۹ سپتامبر ۱۹۳۴، نورنبرگ

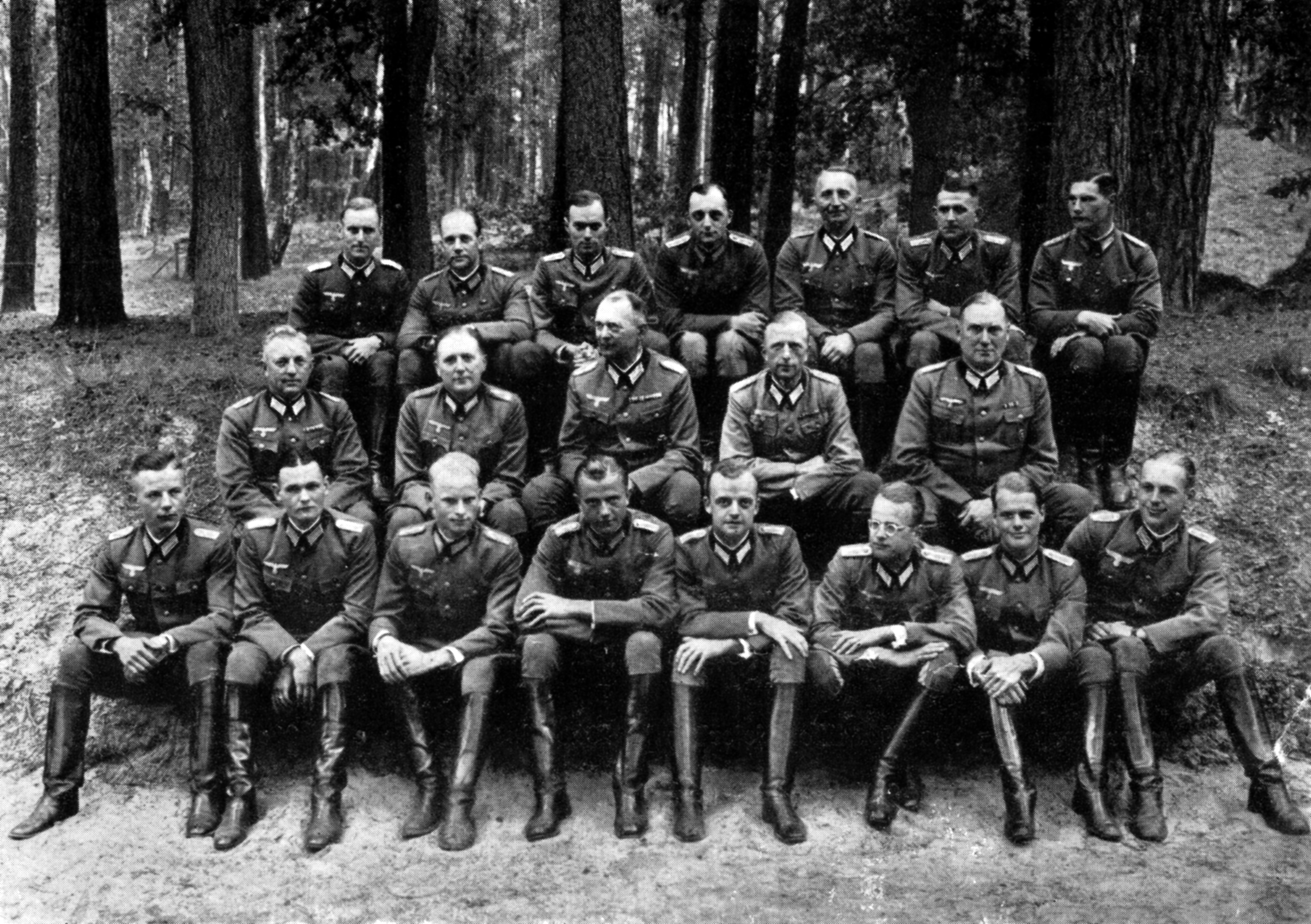
افسران گردان ۳ موتورسوار، ۱ ژوئیه ۱۹۳۵، پادگان هوهنفریدبرگ

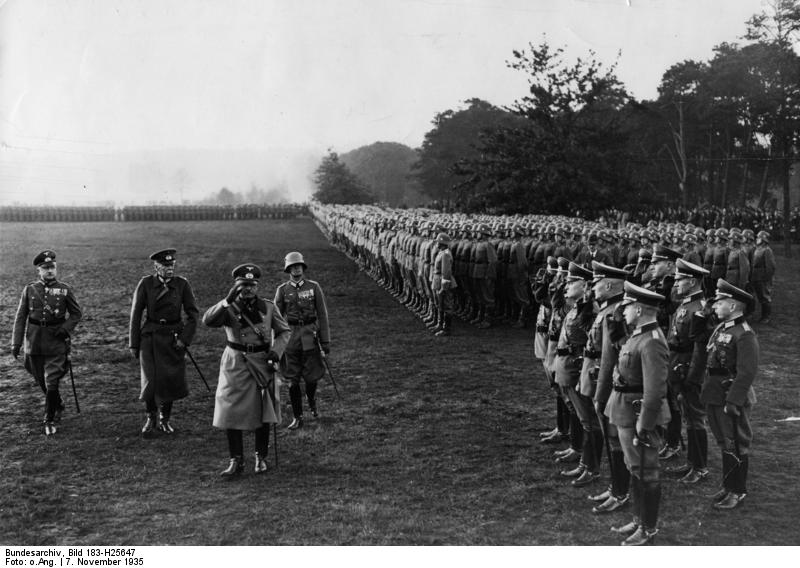
مراسم اهتزاز پرچم با حضور ارتشبد ورنر فن فریچ، فرمانده نیروی زمینی، ۷ نوامبر ۱۹۳۵، برلین

آدولف هیتلر پس از رسیدن به قدرت در ماه ژانویه سال ۱۹۳۳، به صورت بی‌پرده رایشسور را در شکل کنونی آن «مهم‌ترین ارگان حکومت» خواند و خود را متعهد به برنامه جامع تسلیح مجدد معرفی کرد. اوایل ماه فوریه با تأمین بودجه بیشتر، اجرای برنامه دوم تسلیح شتاب گرفت. با توجه به شرایط داخلی و خارجی، ماه دسامبر یک برنامه تسلیحاتی تنظیم گردید که بر مبنای آن آلمان در دوره صلح دارای یک نیروی زمینی با توان ۳۰۰ هزار نفر می‌شد که «با شانس موفقیت خوب قادر به جنگ دفاعی در چندین جبهه است». فرمان پایه برای اجرای این طرح روز ۱۴ دسامبر صادر گردید و روزهای بعد دستورالعمل‌های متعدد دیگری در این رابطه جهت آغاز فرایند رشد سه برابری توان نیروی زمینی از ماه آوریل سال ۱۹۳۴ ارسال گشت. این برنامه جدید رایشسور، مشابه برنامه دوم تسلیح، انتهای ماه مارس سال ۱۹۳۸ را هدف تحقق این میزان گسترش می‌دید و تنها مربوط به تأمین نیروی انسانی بود. این طرح بر پایه برقراری خدمت اجباری سربازی به مدت یک سال حداکثر تا پاییز سال ۱۹۳۴ قرار گرفته بود. با این حال، هیتلر ماه مه سال ۱۹۳۴ دستور به آماده‌سازی نیروی زمینی ۳۰۰ هزار نفری تا ماه اکتبر همان سال داد. این تاریخ به خواست رهبران رایشسور یک سال به تعویق افتاد. تا ماه فوریه سال ۱۹۳۵ توان نیروی زمینی آلمان به ۲۸۰ هزار نفر رسید. این نیرو تماماً از نیروهای داوطلب تشکیل شده بود. هیتلر با هدف تشکیل نیروی زمینی دارای ۳۶ لشکر، روز ۱۶ مارس سال ۱۹۳۵ علناً عدم پایبندی به پیمان ورسای را اعلام کرد و خدمت اجباری سربازی یک ساله از ۱ اکتبر همان سال مجدداً برقرار گشت.
هیتلر با اقبال گسترده عمومی به شکل آشکاری تسلیح مجدد و گسترش عظیم نیروهای مسلح را پی گرفت. به عقیده ایان کرشاو، رهبران نظامی آلمان در این زمان در مسئله گسترش هر چه بیشتر نیروهای مسلح، تحت فشار هیتلر عمل نمی‌کردند؛ بلکه رویکرد مستقل خود را داشتند. ماه ژوئیه سال ۱۹۳۵ «قانون دفاع رایش» عنوان نیروهای مسلح را به «ورماخت» تغییر داد و رسماً وجود نیروی هوایی (لوفت‌وافه) را اعلام کرد. مکانیزه‌سازی نیروهای مسلح با شدت بیشتری پیگیری گردید تا پس از ایجاد فرماندهی نیروهای متحرک در اکتبر سال ۱۹۳۴، سال بعد نخستین تانک سبک تولید و سه لشکر زرهی برای ورماخت تشکیل شود. ماه اوت سال ۱۹۳۵ ورماخت نخستین رزمایش زرهی در مقیاس بزرگ خود را به انجام رساند. ماه سپتامبر سال ۱۹۳۶ بزرگ‌ترین رزمایش نیروهای مسلح آلمان از سال ۱۹۱۳، توسط ورماخت اجرا شد و سال بعد رزمایش بزرگ‌تر دیگری صورت پذیرفت. با درک ظرفیت راهبردی نیروهای مکانیزه، ورماخت نیروهای زرهی خود را تا ماه ژانویه سال ۱۹۳۸ در قالب ۳ سپاه سازمان داد. ذخایر تسلیحاتی مخفی گسترده پیشین آلمان تا هنگام تولید مقادیر کافی تسلیحات جدید، امکان گسترش پر سرعت ورماخت را فراهم آورده بود. فرهنگ نظامی‌گری آلمانی امر گسترش سریع ورماخت را تسهیل و اذهان عمومی از آن پشتیبان می‌نمود.
ماه دسامبر سال ۱۹۳۳ لودویگ بک، رئیس ستاد کل نیروی زمینی نسبت مناسب برای افسران نیروی زمینی را ۷ درصد از کل نیروها دانست و نسبت ۳ درصد برای مرحله نخست را رضایت‌بخش خواند. با این حال تا ماه اکتبر سال ۱۹۳۵ تنها ۱٫۷ درصد کل نیروها را افسران شکل می‌دادند. فشارهای سیاسی داخلی و نگرانی از نابسامانی‌های بین‌المللی سبب تلاش جهت گسترش هر چه سریع‌تر ورماخت با استفاده از افسران پلیس، مسن‌تر و غیرفعال و اتکا به افسران جز و جذب گسترده سربازان وظیفه شد که در ابتدا انسجام و کیفیت رزمی ورماخت را کاهش داد و با وجود پدیدآوری نوآوری‌های تسلیحاتی مهم، فشار اقتصادی زیادی بر آلمان وارد آورد. به هر صورت آلمانی‌ها با سخت‌کوشی، اجرای منطقی برنامه‌ها و رویکردی حرفه‌ای سعی در به حداقل رساندن آثار سو این عوامل داشتند. در مجموع نیروی زمینی ورماخت در عرض سه سال ۵ برابر و در عرض شش سال ۲۰ برابر شد. به هر صورت عواملی چون کمبود مواد اولیه نظیر نفت و فلزات سنگین محدودیت‌های راهبردی عمده‌ای در این مسیر برای ورماخت ایجاد کرده بود. با این حال یکی از عوامل در پیش گرفته شدن سیاست مماشات توسط قدرت‌های غربی در مقابل آلمان را می‌توان در این شکل از تسلیح مجدد ورماخت در کنار فعالیت‌های تبلیغاتی این کشور یافت.

## نیروی انسانی
گسترش بسیار سریع نیروی زمینی از سال ۱۹۳۴، مشکلات بزرگی در زمینه تأمین افسران و سایر نیروهای حرفه‌ای و آموزش دیده برای آلمان ایجاد نمود. در آغاز سال ۱۹۳۶، آلمان که نیروی زمینی خود را به بیش از ۵۰۰ هزار نفر در قالب ۳۶ لشکر پیاده‌نظام و چند لشکر دیگر گسترش داده بود، به ۲۰ هزار افسر دیگر (به علاوه ۱۰ هزار افسر در صورت جنگ) نیاز داشت. به همین جهت قریب به ۱۵۰۰ افسر جزء نیروی زمینی و ۲۵۰۰ افسر جزء قوای پلیس به سرعت ترفیع درجه یافتند و ۲ هزار تن از افسران سابق نیروی زمینی ارتش امپراتوری آلمان که منفصل شده بودند، اجازه یافتند به خدمت بازگشتند. از طرفی ظرفیت دانشکده‌های افسری و جنگ به شدت افزایش پیدا کرده (از قریب به ۱۸۰ نفر فارغ‌التحصیل در سال به بیش از ۳ هزار نفر در سال) و طول مدت آموزش (از چهار سال به دو و نیم سال) نیز کاهش یافت. با این حال پیشبینی می‌شد کیفیت مهارت این فارغ‌التحصیلان همچنان از دشمنان احتمالی که ممکن بود در آینده با آن‌ها رو به رو شوند، بیشتر باشد. خدمت اجباری سربازی حتی طبق شرایط خاصی برای افراد بالای ۳۰ مجدداً برقرار گشت. با فزونی داشتن نیاز بر نیروی انسانی موجود، نهایتاً افسران مسن‌تر ذخیره هم به خدمت فراخوانده شدند تا صرفاً مناسب اداری و ستادی را پر کنند. با این حال تا سال ۱۹۳۹، این افراد بیش از یک چهارم تمام افسران در حال خدمت فعال را تشکیل می‌دادند.
نیروی زمینی در این ارتباط از کمک نیروهای شبه‌نظامی همچون جوانان هیتلری، اس‌آ و اس‌اس نیز بهره برد. تا سال ۱۹۳۸، سازمان جوانان هیتلری علاوه بر ارائه مردان جوان با نوعی از آموزش‌های پایه نظامی به نیروی زمینی، آموزش رانندگی و تعمیرات برای قریب به ۹۰ هزار مرد جوان و پسر با سنی کمتر از خدمت وظیفه را نیز بر عهده گرفت. آموزشی که از توان نیروی زمینی پر مشغله خارج بود. چند هفته پیش از آغاز جنگ، جوانان هیتلری ده‌ها هزار فراخوان را در سرتاسر آلمان نشر دادند. تمامی افراد شانزده ساله با شرایط جسمانی مناسب برای خدمت در مزارع فراخوانده شدند که بیشتر آن‌ها بعدها وارد خدمت نظامی گردیدند. تا سال ۱۹۴۲، قریب به ۶۰۰ هزار پسر و ۱٫۴ میلیون دختر از جوانان هیتلری در مزارع، مراکز پست، راه‌سازی، آتش‌نشانی، نیروی‌های امدادی، پلیس، نامه رسانی و راه‌آهن حضور یافتند یا به عنوان تلفنچی، تایپیست، خدمتگزار و پرستار مشغول به کار بودند. این عمل باعث شد صدها هزار مرد آلمانی جهت پیوستن به ورماخت آزاد شوند.

## آموزش
سخت‌گیری در مراکز آموزشی ورماخت یکی از ویژگی‌های شهره آن بود. این رویکرد ریشه در تجربیات آلمان در جنگ جهانی اول داشت. بیشتر آموزش‌دهندگان این مراکز از کهنه‌سربازان جنگ جهانی اول بودند که عقیده داشتند سربازانی که خستگی، گرسنگی، سرما و رطوبت را تجربه نکرده‌اند به خوبی نخواهند جنگید. این چنین آموزش‌هایی که سعی در آماده ساختن آن‌ها برای واقعیات خط مقدم داشت، آموزش‌گیرندگان را با شعار «عرق خون را حفظ خواهد کرد»، تا نهایت توانشان تحت فشار قرار می‌داد. نیروهای جذب شده آموزش ۱۶ هفته‌ای را می‌گذراندند که احتمالاً مؤثرین آموزش‌های پایه در بین تمامی نیروهای زمینی در آن زمان بود. این آموزش‌ها با وجود این که قصد داشتند افراد را به سربازانی مطیع بدل سازند، در صدد بودند هر سرباز آلمانی را به گونه‌ای تربیت نمایند که در صورت نیاز طبق ابتکار خود عمل کند. به آموزش‌پذیران مداوما گفته می‌شد قسم آن‌ها اهمیت زیادی دارد و شرافت سربازان بسته به پایبندی بی‌قیدوشرط شخصی آن‌ها حتی تا سر حد مرگ، به ملتشان است.
آموزش به دقت برنامه‌ریزی شده بود و از تمامی طول روز به خوبی استفاده می‌گشت. کار آموزش با چگونگی بر تن کردن انواع یونیفرم و تمیز و مرتب نگاه داشتن آن آغاز می‌شد. تأکید بر نظافت شخصی و جمعی همواره به شدت باقی بود. ادامه دوره شامل آموزش کار با تفنگ، تپانچه، نارنجک، سرنیزه، مسلسل دستی و مسلسل به همراه تمرینات مداوم میدانی می‌بود. به سربازان آموزش خواندن نقشه، تحریر و گزارش‌نویسی نظامی، ساخت ابزار صحرایی، تخمین برد، شرح اهداف و سایر جنبه‌های نبرد زمینی پیاده‌نظام داده می‌شد. این افراد همچنین در مورد تحرک صحرایی، محافظت ضدهوایی، عملیات‌های ضد تانک، استتار، حفر سنگر و عمل با تسلیحات پشتیبانی دوره می‌دیدند. انتظار می‌رفت نتیجه افرادی باهوش، احترام‌گذارنده به مافوق‌ها و مورد افتخار خانواده باشند. پس از ۱۶ هفته این سربازان به دوره آموزشی عملی‌تر با گسترده بیشتری از جنگ‌افزارها ابتدا در سطح گروهان و سپس در سطح گردان و هنگ فرستاده می‌شدند. افراد در طول آموزش افسران خود را به ندرت می‌دیدند چرا که در میدان‌های نبرد توسط افراد دیگری فرماندهی می‌گشتند و می‌بایست می‌آموختند بدون حضور افسران، ابتدا در سطح گروه و دسته طاقت بیاورند. تنبیه خطاکاران سریع و مؤثر بود و تقریباً همواره با وظایف بسیار شدید جسمانی همراه می‌شد. از چنین تنبیه‌هایی برای امور آموزشی استفاده و از محول ساختن وظایف بیهوده حذر می‌گشت.

## تشکیلات
ورماخت در مجموع به سه شاخه تقسیم شده بود:
1. نیروی زمینی (هیر): این نیرو با فاصله زیادی بزرگ‌ترین شاخه ورماخت به حساب می‌آمد و به شکل میانگین ۷۵ درصد از توان آن را تشکیل می‌داد. نیروی زمینی در ماه سپتامبر سال ۱۹۳۹ در مجموع ۲٫۷ میلیون نفر در اختیار داشت که این مقدار در ماه مه سال ۱۹۴۵ در سقف خود به ۵٫۵ میلیون نفر نیز رسید. فرماندهی این نیرو تا ۱۹ دسامبر سال ۱۹۴۱ بر عهده فیلدمارشال والتر فن براوخیچ بود. از آن پس و تا پایان جنگ، آدولف هیتلر شخصاً فرماندهی نیروی زمینی را بر عهده گرفت. وافن اس‌اس که رسماً در ۱ دسامبر سال ۱۹۳۹ تشکیل گردید، هیچگاه جزو ورماخت به حساب نیامد اما تحت کنترل فرماندهی عالی نیروی زمینی قرار داشت.
2. نیروی دریایی (کریگسمارینه)
3. نیروی هوایی (لوفت‌وافه)[۱۵]

## تاریخچه عملیاتی

### جنگ جهانی دوم
بر مبنای دکترین نظامی "بلیتس‌کریگ" و در راستای سیاست توسعه‌طلبانه رایش سوم، نیروهای مسلح آلمان می‌بایست در جنگ‌های خود همواره نیروی مهاجم می‌بودند. از این رو، ورماخت از مزیت حیاتی غافلگیری دشمن و انتخاب زمان، مکان و شرایط میدان‌های نبرد برخوردار می‌شد. حریفان ورماخت امید خود را به بی‌طرفی، اقدامات دیپلماتیک و استحکامات دفاعی مرزی ثابت گره می‌زدند. شرایط روانی این حریفان تمایل آن‌ها برای مبارزه و آماده‌سازی برای جنگ را از آن‌ها گرفته بود. برخلاف جنگ جهانی اول که خطوط مقدم به سرعت تثبیت و نبردگاه‌ها به بن‌بست کشیده شد، جنگ دوم جهانی شاهد موفقیت‌های شکوهمند پیاپی ورماخت بود. ورماخت با آرایش‌های زرهی ظاهراً مقابله‌ناپذیر و نیروی هوایی قدرتمند به هر طریق از مواضع دفاعی که در مقابل راه آن قرار می‌گرفت، عبور می‌کرد. بدین ترتیب در ده‌ماهه بین سپتامبر سال ۱۹۳۹ تا ژوئن سال ۱۹۴۰، به‌استثنای بریتانیا، ورماخت هر کشوری را هدف یورش خود قرار داد درهم‌شکست و تا قریب به یک و نیم سال پس از آن نیز خود شکست‌ناپذیر جلوه نمود. در تمامی این پیروزی‌ها شیوه عملیاتی کم و بیش یکسان بود. ستون‌های مکانیزه ورماخت با پشتیبانی نزدیک بمب‌افکن‌های شیرجه‌ای در خط مقدم مدافعان رخنه ایجاد می‌کردند، در عمق اراضی پشت آن‌ها نفوذ می‌نمودند و سپس در یک حرکت گازانبری با الحاق به یکدیگر دشمن را به محاصره می‌انداختند. این عمل تنها یک محاصره نبود بلکه ایجاد حلقه دور نیروهای دشمن صرفاً آماده‌سازی لازم برای تهاجم به آن از جهات مختلف به حساب می‌آمد تا با تقسیم این ناحیه به قسمت‌های کوچک‌تر، مدافعان در نهایت در هم کوبیده شوند. اگر اوضاع به خوبی پیش می‌رفت، این تاکتیک مرگبار، سریع و غیر گران بود و مطمئناً ارزان‌تر از پس زدن دشمن در یک تهاجم مستقیم خونین که مجدداً مقدار اندکی جلوتر می‌بایست تکرار می‌گشت، تمام می‌شد.

#### لهستان
ورماخت از ۲۶ اوت سال ۱۹۳۹ بسیج مخفیانه جزئی خود را جهت مورد سفید، عملیات تهاجم به لهستان، آغاز کرد. این امر در سوم ماه سپتامبر به بسیج عمومی انجامید. نیروی زمینی ورماخت با بیش از ۱٫۵ میلیون نفر نیرو در قالب دو گروه ارتش متشکل از ۵۳ لشکر، از روز ۱ سپتامبر لهستان را از سه جبهه مورد حمله قرار داد. نیروهای زرهی به‌کار گرفته شده توسط ورماخت در این تهاجم بزرگ‌ترین آرایش‌ها از نوع خود بودند که تا آن زمان وارد رزمگاه می‌شدند. به جز ورشو، پایتخت که اندکی به مبارزه نیاز پیدا کرد، ارتش لهستان تنها در عرض ۱۸ روز درهم‌کوبیده شد. با تسلیم رسمی نیروهای لهستانی در ۲۷ سپتامبر، تمامی درگیری‌ها در این موضع تا ۶ اکتبر به پایان رسید تا عملیات در لهستان به نخستین پیروزی بزرگ ورماخت بدل شود.
همزمان با نبرد لهستان، دوره هشت‌ماهه‌ای از درگیری‌های جزئی با نیروهای فرانسوی و بریتانیایی در مرزهای غربی آغاز شد که تحت عنوان جنگ تصنعی اقدام ویژه‌ای از طرفین در آن صورت نگرفت. در این شرایط، انفعال دشمنان غربی که پیش از آغاز جنگ استقلال لهستان را تضمین کرده بودند، نشان‌گر ناتوانی آن‌ها در مقابله جدی با ورماخت بود.

#### نروژ و دانمارک
عملیات تهاجم به دانمارک و نروژ، بدون هیچ دخالتی از طرف فرماندهی عالی نیروی زمینی، به‌طور کامل توسط فرماندهی عالی ورماخت مورد نظارت قرار گرفت. در این عملیات با توجه به شرایط جغرافیایی، از نیروهای بسیار اندکی از قوای زرهی در جایگاه پشتیبانی پیاده‌نظام استفاده شد و فرماندهی عالی نیروی زمینی مطابق درخواست ورماخت، بدین منظور یک یگان زرهی عمدتاً متشکل از تانک‌های پنزر ۱ در کنار تعداد اندکی از مدل‌های اولیه تانک پنزر ۲، مهیا نمود. دست‌آوردهای شگفت‌آور ورماخت در این تهاجم نیز ادامه یافت. کپنهاگ و اسلو، پایتخت هر دو کشور در همان روز نخست با یورشی ترکیبی از سوی نیروهای زمینی، دریایی و چترباز، تسخیر شد. با اجرای عملیات وزرئوبونگ از ۹ آوریل سال ۱۹۴۰، ارتش دانمارک پس از مقاومتی محدود، تنها در عرض چهار ساعت در مقابل قوای ورماخت به زانو درآمد. نبرد در نروژ نیز با وجود حضور نیروهای متفقین در پشتیبانی از ارتش نروژ، با تسلیم این کشور و تخلیه قوای متفق، حداکثر تا ۹ ماه ژوئیه به طول انجامید.

#### فرانسه و کشورهای سفلی

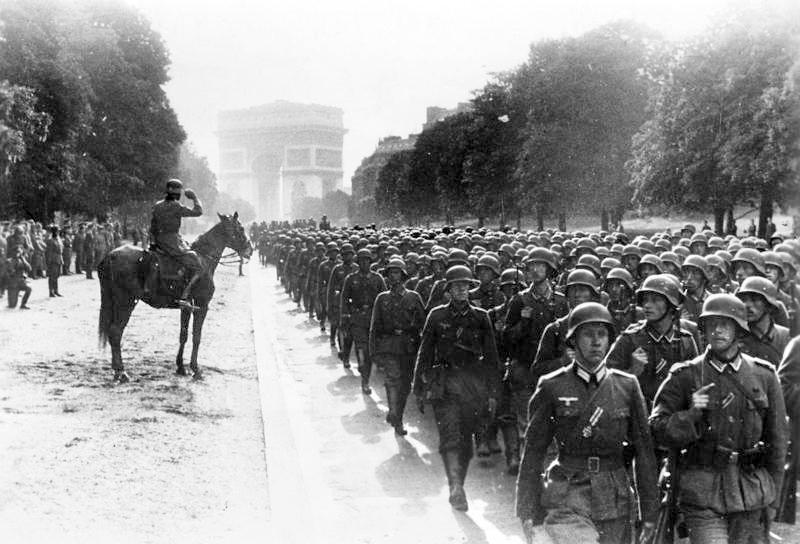
رژه پیروزی سربازان ورماخت در پاریس، ۱۴ ژوئن ۱۹۴۰

تا این زمان بسیاری از صاحب منصبان نظامی اروپایی پیروزی‌های ورماخت را به همسایگان ضعیف و کوچک آن محدود می‌دانستند. عملیات تهاجمی بزرگ ورماخت به کشورهای اروپای غربی در ماه مه سال ۱۹۴۰ موسوم به مورد زرد، رشته افکار آن‌ها را از هم گسست. ورماخت در این عملیات با به‌کارگیری ۲ میلیون و ۷۵۰ هزار نفر از قوای نیروی زمینی خود (۹۱ لشکر) در عرض یک و نیم ماه بر ۴ میلیون و ۳۲۰ هزار نیروی فرانسوی (۸۷ لشکر) در کنار ۲۵۰ هزار نیروی هلندی (۱۰ لشکر) و ۶۰۰ هزار نیروی بلژیکی با پشتیبانی ۹ لشکر بریتانیایی، ۴ لشکر لهستانی و یک لشکر چکسلواک، فائق آمد، لوکزامبورگ، هلند و بلژیک را تصرف نمود و فرانسه را وادار به پذیرش پیمان تحقیرآمیز صلح در ۲۵ ژوئن کرد. در این تهاجم نیروهای زرهی ورماخت با در هم شکستن خطوط قوای فرانسوی و بریتانیایی، اولی را منهدم و دومی را از بدنه اصلی خاک اروپا بیرون کردند. با وجود تخلیه بیشتر نیروهای بریتانیایی از طریق بندر دانکرک، قریب به ۲ میلیون سرباز فرانسوی، بریتانیایی، بلژیکی و هلندی به اسارت ورماخت درآمدند. در کنار تحمل خسارت حداقلی، پیروزی در مورد زرد یکی از تعیین‌کننده‌ترین پیروزهای نظامی تاریخ به حساب می‌آید.

#### بالکان
سال بعد زنجیره پیروزهای ورماخت ادامه یافت. ماه آوریل سال ۱۹۴۱ آلمانی‌ها موفق شدند با پیشروی در بالکان، بر یوگسلاوی و یونان نیز فائق آیند. هنگامی که نیروهای بریتانیایی برای یاری‌رسانی به یونانی‌ها، مجدداً وارد تقابل رو در رو با ورماخت شدند، برای بار دوم در کمتر از یک سال موضع به موضع عقب رانده شده و در نهایت وادار به تخلیه به جزیره کرت گشتند. نیروهای متفقین در این موقعیت نیز در امان نمانده و با فرود آمدن صاعقه عملیات مرکور، نخستین عملیات تمام هوابرد تاریخ، از طرف ورماخت بر سرشان، با از دست دادن سریع جزیره، متحمل شکست سخت دیگری شده و این بار به سمت مصر عقب نشستند.

#### شوروی

##### عملیات بارباروسا
تهاجم به شوروی صورت غایی آزمایش رزم متحرک ورماخت در سطح عملیاتی به حساب می‌آمد. ورماخت سعی کرد حالتی از جنگ که برای پیروزی سریع در اراضی توسعه یافته اروپای غربی با زیرساخت‌های اقتصادی و ارتباطی پیشرفته طراحی شده بود را در اراضی وسیع شوروی با شبکه راه‌ها و ریل‌های به شدت ضعیف در مقابل حریقی با فضای عقب‌نشینی و نیروی انسانی «نامحدود» اجرا نماید. با وجود این که برنامه‌ریزان ورماخت از این مسئله آگاه بودند که می‌بایست جنگ را پیش از زمستان به پایان برسانند، برای بیشتر آن‌ها غیرممکن بود که شکست را محتمل بدانند. بیشتر افسران ستاد کل آلمان مغلوب ساختن شوروی را اندکی دشوارتر از «تمرین میز شن» فرض می‌کردند.
روز ۲۲ ژوئن سال ۱۹۴۱ بیش از ۳ میلیون نفر از نیروهای ورماخت در قالب سه گروه ارتش با عبور از مرز شوروی، عملیات بارباروسا را آغاز کردند. تهاجم ورماخت موجب غافلگیری شوروی در سطوح راهبردی، عملیاتی و تاکتیکی شد. ورماخت در ابتدا با وارد آوردن ضربات سختی به ارتش سرخ و اجرای عالی نبرد محاصره‌ای (Kesselschlacht)، صدها هزار نفر از نیروهای دشمن را به اسارت گرفت و اراضی گسترده‌ای را به تصرف خود درآورد. فاجعه به پا شده برای شوروی در تاریخ نظامی بی‌سابقه بود. ارتش سرخ، بزرگ‌ترین ارتش جهان اساساً منهدم گشت و شوروی بهترین اراضی خود را از دست داد.
به هر صورت کار هنوز به پایان نرسیده بود. بارباروسا در همه جنبه‌ها به عملیات‌های پیشین شباهت نداشت. مسکو، پایتخت شوروی در عمق ۱۰۰۰ کیلومتری از نقطه آغاز عملیات قرار گرفته بود. حرکت در این فواصل طولانی در راه‌هایی با شرایط بد، موجب فرسایش شدید نفرات و تجهیزات ورماخت گشت. در طرف مقابل شوروی تنها در عرض ۸ روز پنج میلیون نفر از نیروهای ذخیره را بسیج کرد تا جای تلفات متحمل شده را پر کند. در این شرایط رفته رفته دست کم گرفته شدن توان شوروی روشن‌تر می‌گشت. ضد حملات بی‌وقفه شوروی با این حال که با ناهماهنگی و عجله اجرا می‌گردید، خسارت زیادی به توان زرهی ورماخت زد. تلفات نیروهای ورماخت با وجود پیروزهای محقق گشته بسیار بیشتر از عملیات‌های پیشین بود؛ درحالی‌که آلمان نمی‌توانست از عهده جبران آن‌ها برآید. تا ماه اوت مسئله تدارکات، اطلاعات، تولید و نیروی انسانی گریبان‌گیر ورماخت شده و با وجود اسارت قریب به ۲ میلیون نفر، مقاومت دشمن در تمامی طول جبهه در حال تشدید بود.

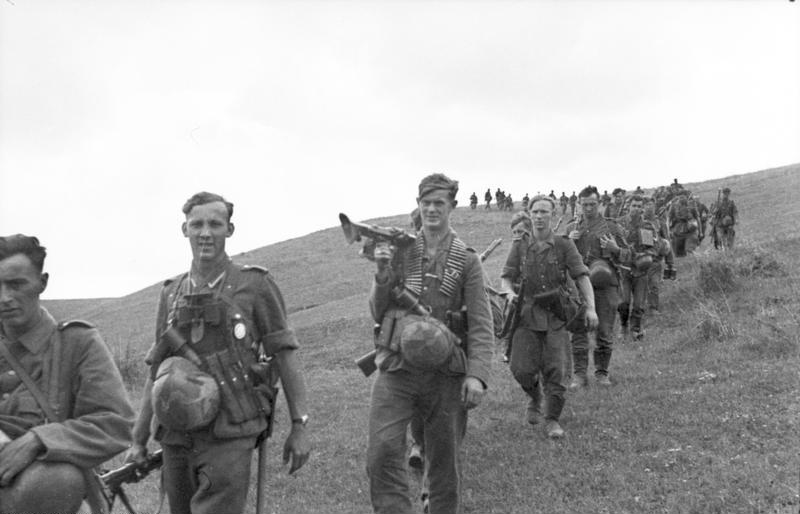
نیروهای ورماخت در جبهه شرقی، ژوئن ۱۹۴۳

ورماخت در قالب عملیات تایفون از ماه اکتبر اقدام به تصرف مسکو پیش از فرارسیدن زمستان کرد. با وجود دستیابی مجدد به پیروزی‌های شگفت‌انگیز این بار در مقابل مسکو، آغاز فصل بارندگی (راسپوتیتسا) در مرکز روسیه نقطه عطفی در جریان این تلاش بود. راه‌های از پیش ناکافی حوزه عملیاتی بدل به دریایی از گل شد تا تحرک نیروهای مهاجم را به شدت کُند و مختل نماید؛ درحالی‌که تا زمستان تنها چند هفته باقی مانده بود. ماه نوامبر یخبندان نیز فرارسید. این شرایط با این حال که با سفت کردن سطح زمین به پیشروی نیروهای زرهی ورماخت سرعت می‌بخشید اما دمای تا ۴۰- درجه سانتیگراد هوا خود مشکلات عدیده دیگری ایجاد کرد. تا اواخر نوامبر، تایفون به اندکی بیش از درگیری‌های پراکنده بدون انسجام راهبردی بدل گشت. رسیدن به مسکو آخرین ذخایر نیروهای ورماخت را نیز به پایان رساند. در این موقعیت ورماخت در عمق ۱۰۰۰ کیلومتری اراضی شوروی متوقف شده و جنگ تحرک آن در باتلاق‌های دروازه‌های مسکو گیر کرد. ورماخت در نبرد مسکو شکست خورد تا با وجود وارد آوردن میلیون‌ها نفر تلفات به دشمن، تلاش آن جهت انهدام حکومت شوروی در یک عملیات به وضوح به موفقیت نرسد. نبرد مسکو نخستین شکست عمده زمینی ورماخت در جنگ و آغازی بر ناکامی راهبرد بلیتس‌کریگ بود. ورماخت در عرض حدود پنج ماه متحمل بیش از ۷۳۰٬۰۰۰ تن تلفات شد که نزدیک به یک چهارم نیروهای آن هنگام آغاز عملیات بارباروسا بود.
در همین حین آغاز ضد حمله گسترده شوروی در ناحیه مسکو قوای ورماخت را ۱۰۰ تا ۲۴۰ کیلومتر عقب راند. در این زمان مسکو تنها ناکامی ورماخت نبود بلکه نیروهای آن با گرفتاری به مشکلات مشابهی، در قسمت‌های دیگر به‌ویژه در جنوب نیز متوقف شدند و در مقابل ضد حملات دشمن مقداری عقب نشستند.

##### مورد آبی
طرح ورماخت برای سال ۱۹۴۲ به شکل ویژه‌ای بر جنوب متمرکز بود تا با سلطه بر قفقاز به منابع نفتی دست یابد و دشمن را از آن محروم سازد. این عملیات موسوم به مورد آبی توسط گروه ارتش جنوب با ۸۹ لشکر شامل ۹ لشکر زرهی صورت می‌گرفت. تهاجم از روز ۲۸ ژوئن سال ۱۹۴۲ آغاز گردید. پیشروی با سرعت مناسبی پیش رفت اما با عقب‌نشینی دشمن به پشت رود دن، محاصره‌های کمتری ایجاد شد. بارش تابستانه و کمبود سوخت تحرک نیروهای ورماخت را با اختلال مواجه می‌ساخت. روز ۱۷ ژوئیه تسخیر استالینگراد نیز به برنامه افزوده شد. ورود ورماخت به رزم نزدیک و تن‌به‌تن شهری در این موقعیت مزیت نیروی مکانیزه و زرهی را از آن گرفت. با وجود تصرف بخش زیادی از شهر، ورماخت در نبرد استالینگراد نیز قادر به تکمیل اهداف خود نشد. اجرای ضد حمله گسترده دیگری از جانب ارتش سرخ به فاجعه گرفتاری ارتش ششم ورماخت با بیست لشکر در محاصره انجامید. به این ارتش اجازه اقدام به خروج داده نشد و تلاش نیروهای ورماخت برای شکستن محاصره از بیرون نیز به جایی نرسید تا در نهایت پس از مرگ ده‌ها هزار سرباز آلمانی در اثر درگیری‌های شدید، سرما و گرسنگی، شمار زیادی نیروهای ورماخت روز ۲ فوریه سال ۱۹۴۳ تسلیم دشمن شوند. ورماخت در این عملیات ۲۲۶٬۰۰۰ نفر دیگر از قوای خود را از دست داد. استالینگراد نقطه عطفی در بدبختی ورماخت و نقطه بازگشتی برای آن در سِیر جنگ جهانی دوم بود.بعد از این نبرد نیز ورماخت ابتکار عمل را هیچ وقت نتوانست به‌دست بگیرد.